# 悠輝タクト
悠輝 タクト（ゆうき タクト）は、日本の男性声優。主にアダルトゲームに声をあてている。

## 出演作品

### ゲーム
- CRAZY★RABBITS 別れさせ屋の兎桐事務所(田島敦)[1]
- VAMPIRE SWEETIE(ジョシュア=ヴァレンテ)[2]
- 俺たちに翼はない(羽田鷹志)
- ちぇいすと☆ちぇいす！(和久みつを)
- 比翼は愛薊の彼方へ〜連理の夢〜(相如)
- ロイヤルズ 〜愛しの王子さま〜(エリアス・マヌグス)[3]
- memories(浅葱樹)―神奈紘飛名義
- プリティ☆ウィッチ☆アカデミー!(ソイ＝タラティペア＝アラヤウィクロム＝リリチャック)―蒼月円名義

### ドラマCD
- このカレ、要注意! 第2弾 同僚編「恋ベタ同期の暴走する嫉妬心」(瑞希)
- このカレ、要注意! 第2弾 同僚編「小悪魔後輩の絡めとる独占愛」(瑞希)
- 密室に閉じ込められて、気になる彼にあんなコトやこんなコトをされちゃうシリーズ 第1弾：同級生の彼と体育倉庫で……[4]
- ラブユーブング -周防駆編-